# Neobracea bahamensis
Neobracea bahamensis là một loài thực vật có hoa trong họ La bố ma. Loài này được (Britton) Britton mô tả khoa học đầu tiên năm 1920.